# Checoslovaquia en los Juegos Olímpicos de Melbourne 1956
Checoslovaquia estuvo representada en los Juegos Olímpicos de Melbourne 1956 por un total de 63 deportistas que compitieron en 10 deportes.  
El portador de la bandera en la ceremonia de apertura fue el gimnasta Zdeněk Růžička.

## Medallistas
El equipo olímpico checoslovaco obtuvo las siguientes medallas:
| Nombre                        | Deporte            | Competición                     |
| ----------------------------- | ------------------ | ------------------------------- |
| Oro                           |                    |                                 |
| Olga Fikotová                 | Atletismo          | Disco F                         |
| Plata                         |                    |                                 |
| Ladislav Fouček               | Ciclismo en pista  | 1000 m contrarreloj M           |
| Ladislav Fouček Václav Machek | Ciclismo en pista  | Tándem M                        |
| Eva Bosáková                  | Gimnasia artística | Barra F                         |
| Otakar Hořínek                | Tiro               | Rifle en tres posiciones 50 m M |
| Bronce                        |                    |                                 |
| Jiří Skobla                   | Atletismo          | Peso M                          |